# Handwerkschirurg
Handwerkschirurg oder Handwerksarzt ist die Sammelbezeichnung für historische Berufsgruppen (heilkundlich tätige Bader, Barbiere, Scherer bzw. Feldscherer, Wundärzte, Geburtshelfer u. a.), die in Europa in der Zeit des 12. bis 19. Jahrhunderts die Chirurgie als Handwerk ausübten, im Gegensatz zu den akademisch ausgebildeten Ärzten.
Diese seit dem Hochmittelalter vor allem nördlich der Alpen sich vollziehende Abgrenzung der praktischen bzw. operativen von der theoretischen bzw. inneren Medizin geht zurück auf einen Beschluss des Konzils von Tours (1162/63), nach dem den Ärzten aus dem geistlichen Stand – die meisten Ärzte gehörten in Europa damals zum Klerus – die Ausübung der Chirurgie untersagt wurde. Handwerkschirurgen absolvierten eine Lehre (mit Gesellenzeit und häufig auch  Meisterprüfung) und in den Städten schlossen sie sich zu Zünften zusammen. Oft wurde die geistige Überlegenheit der sich vorwiegend mit der inneren Medizin beschäftigenden, akademisch ausgebildeten Ärzte anerkannt, gleichzeitig aber auch jeder Übergriff dieser Gruppe auf das eigene Arbeitsfeld erfolgreich abgewehrt.
Vom 14. bis zum 18. Jahrhundert wurde das teilweise hohe Ansehen der Handwerkschirurgen durch umherziehende Quacksalber und Wunderheiler beeinträchtigt, die ihre Tätigkeiten oft auf Jahrmärkten ausübten.